# كلوديا ليمان
كلوديا ليمان (بالألمانية: Claudia Lehmann)‏ هي دراجة ألمانية، ولدت في 23 أبريل 1973.

## وصلات خارجية
- كلوديا ليمان على موقع أرشيف الدراجات (الإنجليزية)
- كلوديا ليمان على موقع إحصائيات الدراجات الإحترافية (الإنجليزية)